# Диритромицин
Диритромицин (Dirithromycin, торговое наименование «Динабак») является полусинтетическим 14-членным антибиотиком-макролидом, продуктом конденсации эритромициламина и метоксиацетальдегида. Представляет собой С9-оксазиновое производное эритромициламина, близкого по структуре к эритромицину.
Особенностью диритромицина является то, что он как в условиях in vivo, так и in vitro подвергается быстрому неферментативному гидролизу с образованием эритромициламина, который, также как и исходное вещество, обладает микробиологической активностью.
На данный момент диритромицин в России и в США изъят из оборота.

## Фармакологическое действие
Антибиотик из группы макролидов. Подавляет внутриклеточный синтез белка в чувствительных микроорганизмах.
Активен в отношении грамположительных аэробов:
Staphylococcus aureus,
Staphylococcus epidermidis,
Streptococcus pneumoniae,
Streptococcus pyogenes (бета-гемолитические
стрептококки группы А),
стрептококки группы
viridans;
грамотрицательных аэробов:
Haemophilus influenzae (включая штаммы, продуцирующие бета-лактамазу),
Moraxella catarrhalis,
Legionella pneumophila;
атипичных бактерий:
Chlamydia pneumoniae,
Mycoplasma pneumoniae.
В меньшей степени активен в отношении грамположительных аэробов:
стрептококки группы С, Е,
Streptococcus agalactiae (
стрептококки группы В),
Bacillus spp.,
Corynebacterium diphtheriae,
Corynebacterium jeikeium,
Corynebacterium spp.,
Listeria monocytogenes;
грамотрицательных аэробов:
Bordetella pertussis,
Brucella melitensis,
Campylobacter coli,
Campylobacter jejuni,
Haemophilus parainfluenzae (включая штаммы, продуцирующие бета-лактамазу),
Haemophilus ducreyi,
Helicobacter pylori,
Neisseria gonorrhoeae (включая штаммы, продуцирующие пенициллиназу),
Neisseria meningitidis,
Yersinia multocida (ранее Pasteurella);
анаэробных организмов:
Clostridium perfringens,
Clostridium difficile,
Fusobacterium necrophorum,
Peptococcus asaccharolyticus,
Peptostreptococcus spp.,
Propionibacterium acne;
атипичных бактерий:
Chlamydia psittaci,
Chlamydia trachomatis,
Ureaplasma urealyticum.
Некоторые штаммы Haemophilus influenzae и стафилококков проявляют устойчивость к диритромицину.
Энтерококки и большинство штаммов метициллиноустойчивых стафилококков резистентны к диритромицину.

## Применение
Показания
Инфекционно-воспалительные заболевания, вызванные чувствительными возбудителями: фарингит; тонзиллит; бронхит (острый и обострение); пневмония; инфекции кожи и мягких тканей; холецистит, холангит.
Противопоказания
Гиперчувствительность.
Побочные действия
Боль в животе, диарея, тошнота, рвота; диспепсия, метеоризм, снижение аппетита; повышение активности «печеночных» трансаминаз; головная боль, головокружение; нарушения сна, сонливость; тромбоцитопения, лейкопения, эозинофилия; гиперкреатининемия, гиперурикемия; вагинит, кандидоз влагалища; кожный зуд, сыпь, крапивница; астения.

## Способ применения и дозы
Внутрь. Взрослым — по 500 мг в 1 прием. Пациентам с выраженными нарушениями функции печени необходимо снижение разовой дозы, увеличение интервалов между приемом.
Рекомендованная длительность лечения: бронхит и инфекции кожи — 7 дней, пневмония — 10—14 дней. При лечении инфекций, вызванных бета-гемолитическими стрептококками группы А, продолжительность лечения должна быть не менее 10 дней.
Взаимодействие
Снижает концентрацию теофиллина в плазме. Антациды и блокаторы H2-гистаминовых рецепторов увеличивают абсорбцию.
Особые указания
При лечении возможно появление устойчивых микроорганизмов и развитие суперинфекции, что может потребовать специального лечения. Существует вероятность развития псевдомембранозного колита. Для больных, получающих лечение теофиллином, с тяжелыми легочными заболеваниями, у которых адекватная функция внешнего дыхания зависит от поддержания должной концентрации теофиллина в плазме, а также у больных, у которых концентрация теофиллина находится на верхней границе терапевтического диапазона, необходимо обеспечить контроль концентрации в плазме.